# Sang Woo i la seva àvia
Sang Woo i la seva àvia (hangeul : 집으로…; RR : Jib-hagut-ro…; anglès: The Way Home) és una comèdia dramàtica sud-coreana escrita i realitzada per Jee Jeong-hyang estrenada l'any 2002. Ha estat doblada al català

## Argument
Sang-woo és un petit noi coreà de 7 anys, fill únic capritxos i absort en els seus vídeojocs. És educat per la seva mare que està sola a Seül. Durant les vacances, ha de confiar el seu fill a la seva àvia amb la finalitat de dedicar-se a la recerca d'una nova feina. El nen es troba en un poble aïllat, a casa d'una dona molt vella i muda que no coneix i que porta una vida tan allunyada dels anys 2000 que es podria creure que ha tornat al segle xix. Sang-woo accepta difícilment aquest canvi d'aires i molt més quan l'àvia es mostra molt enigmàtica per a ell. El primer moviment del noi és de rebutjar-la, tractant-la de vella retardada o de pobra boja.
Poc habituat a la convivència, Sang-woo porta malament trobar amics entre els pocs nens del poble, s'estimaria no obstant això fer de la maca Hae-yeong la seva amiga sense saber desgraciadament com fer-ho. La seva nova vida s'escola a un ritme d'una lentitud ancestral i, per obligació i una sol·licitud qui comença a atrapar-lo, comença a apropar-se a la seva àvia. S'adona a poc a poc que aquesta l'estima molt i finalment la seva bondat transformarà el noi.

## Repartiment
- Kim Eul-boon: l'àvia
- Yoo Seung-ho: Sang-woo
- Dong Hyo-hee: la mare de Sang-woo
- Yim Eun-kyung: la noieta

## Premis i nominacions

### Premis
- Festival Pacific Meridian: Gran Premi
- Festival de Sant Sebastià 2002 :
  - Millor nova realització - Esment especial per a Lee Jeong-hyang, Wang Jae-woo i Whang Woo-hyun
  - Premi SIGNIS Futur Talent per a Lee Jeong-hyang
- Gran Bell Awards 2002 :
  - Millor film per a Lee Jeong-hyang
  - Millor guió per a Lee Jeong-hyang
- Castellinaria Internacional Festival of Young Cinema 2003: Bronze Castle per a Lee Jeong-hyang
- Premis Baek Sang Art 2003: Millor film per a Lee Jeong-hyang
- Premis Young Artist 2003: Millor actuació en un film internacional per a Yoo Seung-ho

### Nominacions
- Festival internacional del film de Toronto 2002: « Competició oficial »
- Festival de Canes - Pantalles Junyrs: « Competició oficial »
- Festival internacional de cinema de la Rochelle: « Competició oficial »
- Premis Hong Kong Film 2003: Millor film asiàtic per a Lee Jeong-hyang

## Al voltant de la pel·lícula
- La vella que interpreta l'àvia va ser trobada després de llarga recerca per la directora al camp coreà, ni ella mateixa havia vist mai un film a la seva vida però va esdevenir ràpidament una artista d'un gran talent[3]
- El film va tenir un molt gran èxit a Corea del Sud l'any 2002, els dos actor principals van esdevenir ràpidament molt famosos i els periòdics sud-coreans han pogut titular: « La nova star de cinema, la més jove i la més vella en el mateix film ! ».